# Adriana Back van Asten
Adriana Back van Asten was vrouwe van Asten. Zij trouwde omstreeks 1520 met Wolfert van Brederode, die daarmee heer van Asten werd. Dit was haar tweede huwelijk.
Het echtpaar woonde meestal in Utrecht, en ook wel op Kasteel Durendaal te Oisterwijk.
Zij werden opgevolgd door Reinoud IV van Brederode-Cloetingen.

## Gezin
- Gehuwd met: Jan van Arkel Heukelom
  - Geen kinderen

- Gehuwd met: Wolfert van Brederode
  - Kinderen:
    - Reinoud IV van Brederode-Cloetingen
    - Margaretha van Brederode